# Liste des conseillers généraux de la Drôme
Pour un article plus général, voir Conseil départemental de la Drôme.
Cet article présente la composition du Conseil départemental de la Drôme ainsi que ses élus à partir de 2011.

## Composition du conseil départemental de laDrôme(2021-2028)

Appartenance politique des conseillers départementaux à l'issue des élections cantonales de 2021.

| Président du Conseil départemental   |       |       |      |                              |
| Marie-Pierre Mouton (LR)             |       |       |      |                              |
| Parti                                | Sigle | Sigle | Élus | Groupes                      |
| Majorité (28 sièges)                 |       |       |      |                              |
| Divers droite                        |       | DVD   | 13   | La Drôme plus forte ensemble |
| Les Républicains                     |       | LR    | 11   | La Drôme plus forte ensemble |
| Union des démocrates et indépendants |       | UDI   | 3    | La Drôme plus forte ensemble |
| La République en marche              |       | LREM  | 1    | La Drôme plus forte ensemble |
| Indépendants (4 sièges)              |       |       |      |                              |
| La République en marche              |       | LREM  | 2    | Unis pour la Drôme           |
| Divers gauche                        |       | DVG   | 1    | Unis pour la Drôme           |
| Divers centre                        |       | DVC   | 1    | Unis pour la Drôme           |
| Opposition (6 sièges)                |       |       |      |                              |
| Parti socialiste                     |       | PS    | 4    | La Drôme en commun           |
| Divers gauche                        |       | DVG   | 2    | La Drôme en commun           |

| Canton                 | Conseiller départemental | Parti | Parti |
| ---------------------- | ------------------------ | ----- | ----- |
| Bourg-de-Péage         | Pierre Pieniek           |       | LREM  |
| Bourg-de-Péage         | Anna Place               |       | DVG   |
| Crest                  | Daniel Gilles            |       | DVG   |
| Crest                  | Muriel Paret             |       | DVG   |
| Dieulefit              | André Gilles             |       | DVD   |
| Dieulefit              | Corinne Moulin           |       | DVD   |
| Le Diois               | Bernard Buis             |       | LREM  |
| Le Diois               | Martine Charmet          |       | DVC   |
| Drôme des collines     | Emmanuelle Anthoine      |       | LR    |
| Drôme des collines     | David Bouvier            |       | DVD   |
| Grignan                | Jean-Michel Avias        |       | DVD   |
| Grignan                | Marie Fernandez          |       | DVD   |
| Loriol-sur-Drôme       | Françoise Chazal         |       | LR    |
| Loriol-sur-Drôme       | Jacques Ladègaillerie    |       | UDI   |
| Montélimar-1           | Emeline Mehukaj          |       | LR    |
| Montélimar-1           | Karim Oumeddour          |       | LREM  |
| Montélimar-2           | Marielle Figuet          |       | DVD   |
| Montélimar-2           | Éric Phelippeau          |       | DVD   |
| Nyons et Baronnies     | Pierre Combes            |       | PS    |
| Nyons et Baronnies     | Pascale Rochas           |       | PS    |
| Romans-sur-Isère       | Linda Hajjari            |       | DVD   |
| Romans-sur-Isère       | Fabrice Larue            |       | DVD   |
| Saint-Vallier          | Patricia Boidin          |       | PS    |
| Saint-Vallier          | Pierre Jouvet            |       | PS    |
| Tain-l'Hermitage       | Michel Brunet            |       | LR    |
| Tain-l'Hermitage       | Agnès Jaubert            |       | DVD   |
| Le Tricastin           | Fabien Limonta           |       | LR    |
| Le Tricastin           | Marie-Pierre Mouton      |       | LR    |
| Valence-1              | Aurélie Alléon           |       | DVD   |
| Valence-1              | Aurélien Esprit          |       | LR    |
| Valence-2              | Nathalie Iliozer-Boyer   |       | DVD   |
| Valence-2              | Alban Pano               |       | DVD   |
| Valence-3              | Geneviève Girard         |       | UDI   |
| Valence-3              | Franck Soulignac         |       | LR    |
| Valence-4              | Laurent Monnet           |       | LR    |
| Valence-4              | Véronique Pugeat         |       | UDI   |
| Vercors-Monts du Matin | Nathalie Helmer          |       | LR    |
| Vercors-Monts du Matin | Christian Morin          |       | LR    |

## Composition du conseil départemental de laDrôme(2015-2021)

Appartenance politique des conseillers départementaux à l'issue des élections cantonales de 2015.

| Parti                                                                  | Sigle | Sigle | Élus | Groupes                |
| ---------------------------------------------------------------------- | ----- | ----- | ---- | ---------------------- |
| Majorité (22 sièges)                                                   |       |       |      |                        |
| Union pour un mouvement populaire                                      |       | UMP   | 10   | Ensemble pour la Drôme |
| Union des démocrates et indépendants                                   |       | UDI   | 8    | Ensemble pour la Drôme |
| Divers droite                                                          |       | DVD   | 4    | Ensemble pour la Drôme |
| Opposition (16 sièges)                                                 |       |       |      |                        |
| Parti socialiste                                                       |       | PS    | 9    | La Drôme en mouvement  |
| Divers gauche                                                          |       | DVG   | 6    | La Drôme en mouvement  |
| Parti radical de gauche                                                |       | PRG   | 1    | La Drôme en mouvement  |
| Président du Conseil départemental                                     |       |       |      |                        |
| Patrick Labaune (UMP) (2015-2017) Marie-Pierre Mouton (LR) (2017-2021) |       |       |      |                        |

| Canton                 | Conseiller départemental | Parti | Parti |
| ---------------------- | ------------------------ | ----- | ----- |
| Bourg-de-Péage         | Gérard Chaumontet        |       | LREM  |
| Bourg-de-Péage         | Anna Place               |       | DVG   |
| Crest                  | Muriel Paret             |       | DVG   |
| Crest                  | Jean Serret              |       | PS    |
| Dieulefit              | André Gilles             |       | DVD   |
| Dieulefit              | Corinne Moulin           |       | DVD   |
| Le Diois               | Bernard Buis             |       | LREM  |
| Le Diois               | Martine Charmet          |       | DVC   |
| Drôme des collines     | Emmanuelle Anthoine      |       | LR    |
| Drôme des collines     | Aimé Chaleon             |       | DVD   |
| Grignan                | Luc Chambonnet           |       | DVG   |
| Grignan                | Renée Payan              |       | DVG   |
| Loriol-sur-Drôme       | Françoise Chazal         |       | LR    |
| Loriol-sur-Drôme       | Jacques Ladègaillerie    |       | UDI   |
| Montélimar-1           | Catherine Autajon        |       | UDI   |
| Montélimar-1           | Karim Oumeddour          |       | LREM  |
| Montélimar-2           | Patricia Brunel-Maillet  |       | UDI   |
| Montélimar-2           | Laurent Lanfray          |       | MR    |
| Nyons et Baronnies     | Pierre Combes            |       | PS    |
| Nyons et Baronnies     | Pascale Rochas           |       | PS    |
| Romans-sur-Isère       | Karine Guilleminot       |       | PS    |
| Romans-sur-Isère       | Pierre Pieniek           |       | LREM  |
| Saint-Vallier          | Patricia Boidin          |       | PS    |
| Saint-Vallier          | Pierre Jouvet            |       | PS    |
| Tain-l'Hermitage       | Hervé Chaboud            |       | LR    |
| Tain-l'Hermitage       | Annie Guibert            |       | DVD   |
| Le Tricastin           | Fabien Limonta           |       | LR    |
| Le Tricastin           | Marie-Pierre Mouton      |       | LR    |
| Valence-1              | Aurélien Esprit          |       | LR    |
| Valence-1              | Béatrice Teyssot         |       | DVD   |
| Valence-2              | Zabida Nakib-Colomb      |       | PS    |
| Valence-2              | Pascal Pertusa           |       | LREM  |
| Valence-3              | Nicolas Daragon          |       | LR    |
| Valence-3              | Geneviève Girard         |       | UDI   |
| Valence-4              | Patrick Labaune          |       | LR    |
| Valence-4              | Véronique Pugeat         |       | UDI   |
| Vercors-Monts du Matin | Nathalie Helmer          |       | LR    |
| Vercors-Monts du Matin | Christian Morin          |       | LR    |

## Composition du conseil général de laDrôme(2011-2015)

Appartenance politique des conseillers généraux à l'issue des élections cantonales de 2011.

| Parti                             | Sigle | Sigle | Élus | Groupes                 |
| --------------------------------- | ----- | ----- | ---- | ----------------------- |
| Majorité (26 sièges)              |       |       |      |                         |
| Parti socialiste                  |       | PS    | 19   | Majorité départementale |
| Parti radical de gauche           |       | PRG   | 2    | Majorité départementale |
| Europe Écologie - Les Verts       |       | EÉLV  | 2    | Majorité départementale |
| Divers gauche                     |       | DVG   | 2    | Majorité départementale |
| Parti communiste français         |       | PCF   | 1    | Majorité départementale |
| Opposition (10 sièges)            |       |       |      |                         |
| Union pour un mouvement populaire |       | UMP   | 5    | Drôme alternance        |
| Parti radical                     |       | PR    | 2    | Drôme alternance        |
| Divers droite                     |       | DVD   | 2    | Drôme alternance        |
| Mouvement démocrate               |       | MoDem | 1    | Drôme alternance        |
| Président du Conseil général      |       |       |      |                         |
| Didier Guillaume (PS)             |       |       |      |                         |

| Canton                               | Circ | Conseiller général             | Parti | Série | Autre mandat                                      |
| ------------------------------------ | ---- | ------------------------------ | ----- | ----- | ------------------------------------------------- |
| Arrondissement de Die                |      |                                |       |       |                                                   |
| canton de Bourdeaux                  | 5    | Michel Tron                    | DVD   | 2008  |                                                   |
| canton de La Chapelle-en-Vercors     | 1    | Claude Vignon                  | DVG   | 2008  | Maire de Saint-Martin-en-Vercors                  |
| canton de Châtillon-en-Diois         | 3    | Alain Matheron                 | PS    | 2011  | Conseiller municipal de Lus-la-Croix-Haute        |
| canton de Crest-Nord                 | 2    | Jean Serret                    | PS    | 2008  | Maire d'Eurre                                     |
| canton de Crest-Sud                  | 2    | Jean-Pierre Tabardel           | PRG   | 2008  |                                                   |
| canton de Die                        | 1    | Philippe Leeuwenberg           | PCF   | 2011  | Conseiller Municipal de Die                       |
| canton de Luc-en-Diois               | 1    | Bernard Buis                   | PS    | 2011  | Maire de Lesches-en-Diois                         |
| canton de La Motte-Chalancon         | 1    | Gérard Szostak                 | DVG   | 2011  | Adjoint au Maire de La Motte-Chalancon            |
| canton de Saillans                   | 2    | François Pegon                 | MoDem | 2008  | Maire de Saillans                                 |
| Arrondissement de Nyons              |      |                                |       |       |                                                   |
| canton de Buis-les-Baronnies         | 4    | Marie-Claire Cartagena         | PS    | 2011  |                                                   |
| canton de Dieulefit                  | 3    | Philippe Berrard               | EÉLV  | 2011  | Conseiller Municipal de Montjoux                  |
| canton de Grignan                    | 4    | Luc Chambonnet                 | DVG   | 2011  | Maire de Valaurie                                 |
| canton de Marsanne                   | 4    | André Gilles                   | DVD   | 2008  | Maire de Roynac                                   |
| canton de Montélimar-1               | 3    | Jean-Luc Vincent               | PS    | 2011  | Maire d'Ancône                                    |
| canton de Montélimar-2               | 3    | Anne-Marie Rème-Pic            | PS    | 2011  | Conseillère municipale de Montélimar              |
| canton de Nyons                      | 3    | Pierre Combes                  | PS    | 2011  | Maire de Nyons                                    |
| canton de Pierrelatte                | 3    | Marie-Pierre Mouton            | UDI   | 2011  | Conseillère régionale                             |
| canton de Rémuzat                    | 4    | Hervé Rasclard                 | PS    | 2011  | Adjoint au maire de Bourg-de-Péage                |
| canton de Saint-Paul-Trois-Châteaux  | 5    | Fabien Limonta                 | UMP   | 2008  | Conseiller municipal de Saint-Paul-Trois-Châteaux |
| canton de Séderon                    | 3    | Paul Arnoux                    | PS    | 2008  | Adjoint au maire de Montbrun-les-Bains            |
| Arrondissement de Valence            |      |                                |       |       |                                                   |
| canton de Bourg-de-Péage             | 5    | Didier Guillaume               | PS    | 2011  | Sénateur de la Drôme                              |
| canton de Bourg-lès-Valence          | 5    | Wilfrid Pailhes                | PS    | 2011  | Adjoint au Maire de Bourg-lès-Valence             |
| canton de Chabeuil                   | 5    | Pascal Pertusa                 | PS    | 2011  | Maire de Chabeuil                                 |
| canton du Grand-Serre                | 5    | Emmanuelle Anthoine-Desermeaux | UMP   | 2008  | Adjointe au maire d'Hauterives                    |
| canton de Loriol-sur-Drôme           | 5    | Jacques Ladegaillerie          | UDI   | 2008  | Maire de Loriol-sur-Drôme                         |
| canton de Portes-lès-Valence         | 5    | Marie-Josée Faure              | PS    | 2011  | Maire de Beauvallon                               |
| canton de Romans-sur-Isère-1         | 5    | Pierre Pieniek                 | PRG   | 2008  |                                                   |
| canton de Romans-sur-Isère-2         | 5    | Gérard Chaumontet              | PS    | 2008  |                                                   |
| canton de Saint-Donat-sur-l'Herbasse | 5    | Jean-Louis Bonnet              | DVG   | 2008  | Maire d'Arthémonay                                |
| canton de Saint-Jean-en-Royans       | 5    | Christian Morin                | UMP   | 2011  | Conseiller Municipal de Saint-Jean-en-Royans      |
| canton de Saint-Vallier              | 5    | Alain Genthon                  | PS    | 2008  | Maire d'Anneyron                                  |
| canton de Tain-l'Hermitage           | 5    | Gilbert Bouchet                | DVD   | 2011  | Maire de Tain-l'Hermitage                         |
| canton de Valence-1                  | 5    | Patrick Royannez               | EÉLV  | 2008  | Adjoint au maire de Valence                       |
| canton de Valence-2                  | 5    | Nicolas Daragon                | UMP   | 2011  | Conseiller municipal de Valence                   |
| canton de Valence-3                  | 5    | Pierre-Jean Veyret             | PS    | 2008  | Conseiller municipal de Valence                   |
| canton de Valence-4                  | 5    | Zabida Nakib-Colomb            | PS    | 2011  | Adjointe au maire de Valence                      |

## Anciens conseillers généraux
à trier par mandat
- Jean Besson ;
- Gabriel Biancheri ;
- Alfred Philibert Victor de Chabrillan ;
- Thierry Cornillet ;
- Georges Fillioud ;
- Michel Grégoire ;
- Patrick Labaune ;
- Jean-Denis-René de La Croix de Chevrières de Saint-Vallier ;
- Émile Lisbonne ;
- Émile Loubet ;
- Alain Maurice ;
- Marius Moutet ;
- Jules Nadi ;
- Rodolphe Pesce ;
- Maurice Pic ;
- Maurice-René Simonnet ;